# این‌اسلیو: اودیسه به سمت غرب
این‌اسلیو: اودیسه به سمت غرب یا اودیسه باختر (به انگلیسی: Enslaved: Odyssey to the West) یک بازی ویدئویی در سبک اکشن-ماجراجویی است که توسط استودیوی نینجا تئوری توسعه یافته و به‌وسیلهٔ باندای نامکو گیمز منتشر شده است. این بازی برای نخستین بار در سال ۲۰۰۹ و تحت عنوان این‌اسلیو رونمایی شد، و سپس در اکتبر ۲۰۱۰، برای کنسول‌های پلی‌استیشن ۳ و ایکس‌باکس ۳۶۰ عرضه شد. به عنوان یک اقتباس آزاد از رمان چینی سیر باختر، داستان بازی ۱۵۰ سال در آینده‌ای پسا-آخرالزمانی و در پی یک جنگ جهانی روایت می‌شود. تنها بازماندگان بشریت به همراه ماشین‌های جنگی فعال باقی مانده از درگیری وجود داشتند. داستان بازی حول محور شخصیت مانکی می‌گذرد که از سانحه در هم شکستن کشتی جان سالم به در می‌برد و مجبور است تریپ را صحیح و سالم به خانه‌اش همراهی کند.
نسخهٔ کامل این بازی شامل تمامی محتوای قابل دانلود در ۲۵ اکتبر ۲۰۱۳، برای مایکروسافت ویندوز و پلی‌استیشن ۳ در دسترس قرار گرفت. ساخت دنباله نیز برای این عنوان برنامه‌ریزی شده بود، اما به دلیل عملکرد ضعیف بازی در زمینه مالی لغو گردید.